# Georges Leclanché
Georges Leclanché, (Parmain, 9 de outubro de 1839 – Paris, 14 de setembro de 1882), foi um engenheiro elétrico francês conhecido por inventar a pilha de Leclanché, precursora da pilha moderna.

## Biografia
Leclanché nasceu em 1839 na comuna francesa de Parmain, sendo filho de Léopold Leclanché e Eugenie de Villeneuve. Devido à situação política na França e ao fato de seu pai haver sido ministro, a família de Leclanché viu-se obrigada a exilar-se na Inglaterra, onde Georges recebe educação, posteriormente, a família volta à França, onde Leclanché gradua-se na École Centrale Paris. Leclanché vai trabalhar em uma ferroviária, ficando responsável pela infraestrutura de comunicação das transmissões elétricas da ferroviária. Seu interesse em estudar formas eficientes de células elétricas, surgiu ao observar os problemas que afetavam as células elétricas existentes até então.
Devido à situação política problemática da França, Leclanché muda-se para Bruxelas, capital belga, onde monta um pequeno laboratório, neste laboratório ele desenvolve uma pilha fabricada a partir de carbonato de cobre, e uma pilha elétrica feita de agente redutor de zinco e agente oxidizante de óxido de manganês. Sua invenção foi rapidamente adotada pela administração belga de telégrafos e pela companhia ferroviária neerlandesa.
Após a queda de Napoleão III, Leclanché retorna à França, onde associa-se à Ernest Barbier, fundando a fábrica de pilhas Leclanché-Barbier, que torna-se o maior fabricante de pilhas da França. Leclanché morreu vítima de um câncer de garganta em 14 de Setembro de 1882. A sua fábrica foi assumida pelo seu irmão, Maurice, e seu filho, Max, deu continuidade às suas pesquisas.

## Pilha de Leclanché
Em 1866 ele criou a pilha de Leclanché, uma das primeiras pilhas elétricas, e a predecessora da pilha moderna. Esta pilha é composta de uma solução condutora (eletrólito) de cloreto de amónio com um terminal negativo de zinco (ânodo/oxidizante) e um terminal positivo de dióxido de manganês (cátodo/redutor).
A "pilha molhada" de Leclanché é a precursora da primeira pilha que ganhou popularidade no uso, a pilha de zinco e carbono.
Em 1876, Leclanché gelifica o eletrólito de sua pilha, ao adicionar amido ao cloreto de amónio, tornando sua pilha mais portável.